# Frédéric Aguessy
Frédéric Aguessy (* 3. April 1956 in Paris) ist ein französischer Pianist und Musikpädagoge.

## Leben und Werk
Frédéric Aguessy erhielt bereits als Vierjähriger Klavierunterricht bei Jacqueline Evstigneef-Roy. Als Fünfjähriger wurde er Preisträger beim Concours du Royaume de la Musique. Als Fünfjähriger spielte er auch erstmals mit einem Orchester zusammen. 1968 trat er ins Pariser Konservatorium ein und studierte bei Monique de la Bruchollerie, Yvonne Lefébure, Pierre Barbizet, Dominique Merlet und Jeanne Vieuxtemps. 1974 erhielt er den ersten Preis für Kammermusik in der Klasse von Geneviève Joy-Dutilleux.
Frédéric Aguessy gewann beim Genfer Klavierwettbewerb (1974) die Silbermedaille, bei den Wettbewerben in Neapel (1974), Budapest (1976) und Santander (1976) jeweils einen zweiten Preis. 1979 gewann er beim Long-Thibaud-Wettbewerb den ersten Preis. Diese Auszeichnungen öffneten Frédéric Aguessy die Türen zu einer internationalen Karriere, die ihn von London nach New York, von Japan nach Südamerika und durch zahlreiche europäische Länder (Deutschland, Schweiz, Italien, Portugal, Spanien, Polen, Ungarn) führten.
Frédéric Aguessy arbeitete mit zahlreichen Orchestern (Orchestre de Paris, Orchestre du Capitole de Toulouse, Orchestre National de l’Opéra de Monte-Carlo) zusammen. Frédéric Aguessy widmete einen bedeutenden Teil seiner Tätigkeit der Kammermusik. Er nahm an zahlreichen Festivals (Klavierfestival von Yokohama (Japan), Festival International de Montpellier et de Radio-France, Festival Estival de Paris, Festival International du Jeune Soliste d’Antibes) teil.
In Frédéric Aguessys Repertoire nimmt die französische Musik einen bedeutenden Raum ein. Er präsentierte einige Werke, für die er selbst den Kompositionsauftrag gegeben hatte wie für die Etudes pour piano von Anthony Girard und das Concerto pour piano et orchestre von Max Pinchard. Auf Tonträgern spielte er die Transkriptionen und Paraphrasen von Franz Liszt des Komponisten Jehan Alain ein. Er spielte zusammen mit Alexis Galperine die Sonaten für Violine und Klavier von Ernest Bloch ein.
Frédéric Aguessy wirkte von 1984 bis 1987 als Klavierlehrer am Conservatoire municipal de Paris XII, von 1986 bis 1990 wirkte er als Assistenzprofessor am Conservatoire National Supérieur de Musique in Paris, von 1989 bis 2015 wirkte er als Professor am Konservatorium von Rouen. Er wirkte als Jurymitglied für die Wettbewerbe des Conservatoire National Supérieur de Musique de Paris und des Conservatoire National Supérieur de Musique de Lyon.